# Grupo Desportivo Tourizense
Maillots
Le Grupo Desportivo Tourizense est un club de football portugais basé à Touriz. Pour la saison 2012-2013, le club évolue en troisième division nationale.

## Histoire
Fondé en 1975, le GD Tourizense débute dans les championnats régionaux. Lors de la saison 1993-94, le club obtient la première accession de son histoire en quatrième division. Le club reste à ce niveau un petit moment, puis chute lors de sa troisième année ou il ne peut éviter une relégation. La saison 1997-98, le club monte de division d'honneur et retrouve à nouveau les championnats nationaux.
Après une huitième place lors de la saison 1998-99, la saison qui suit est moins glorieuse, le GD Tourizense retrouve à nouveau le championnat régional. Deuxième, puis quatrième durant la saison 2002-03, le club obtient finalement la première place, synonyme de promotion en quatrième division. Le club fait un sans faute, et obtient pour la première fois de son histoire la promotion en troisième division, en obtenant une bonne deuxième place dans sa série lors de la saison 2003-04.
Le club connaît alors les plus belles années de son histoire, en jouant la première moitié de tableau de la troisième division. Les meilleures saison du clubs sont les saisons 2007-08 et 2008-09 où le club arrache la deuxième place de sa série. Le club ne parvient pas à obtenir la promotion en deuxième division, mais dispute toujours à ce jour la troisième division, où il fait sa rentrée dans la zone centre pour la saison 2012-13.

## Joueurs emblématiques
- Manuel Machado
- Nivaldo
- Platini
- Eridson
- Éder

## Palmarès
| Compétitions nationales | Compétitions régionales                                                |
| --- | ---------------------------------------------------------------------- |
| - Championnat du Portugal D3 (0) - Meilleure performance : 2e (2007-08, 2008-09) - Coupe du Portugal (0) - Meilleure performance : 1/16 finale (2005-06) | - Championnat de 1re division de l'AF Coimbra (1) - Champion : 2002-03 |